# Tokujin Yoshioka
Tokujin Yoshioka, (japanska: 吉岡徳仁, Yoshioka Tokujin), född 20 januari 1967, är en japansk formgivare och konstnär. Yoshioka är internationellt erkänd för sina arbeten som kretsar kring ljuset och naturen. Verk av Yoshioka finns på museer över hela världen, bland att vid Museum of Modern Art (MoMA) på Manhattan i New York, på det franska nationalmuseet för samtida konst, Centre Georges-Pompidou i Paris, och vid Victoria and Albert Museum i London.
Yoshioka har erhållit många internationella priser för sin formgivning. 2007 omnämndes han av den amerikanska tidskriften Newsweek som en av de 100 mest respekterade japanerna i världen.
Under coronapandemin 2019–2021 utformade han ett ansiktsskydd som skulle vara enkelt att tillverka själv.

## Biografi
Yoshioka är född i Saga prefektur på Kyushu i Japan Han inspirerades redan från barndomen av renässansmålaren Leonardo da Vincis verk, och lärde sin måla i olja och hade ett vetenskapligt intresse som han ingöt i sin konst.
Han tog examen vid Kuwasawa Design School i Tokyo 1988. Därefter studerade han för formgivaren Shiro Kuramata och modeskaparen Issey Miyake.
2001 grundade Yoshioka Tokujin Yoshioka Inc..

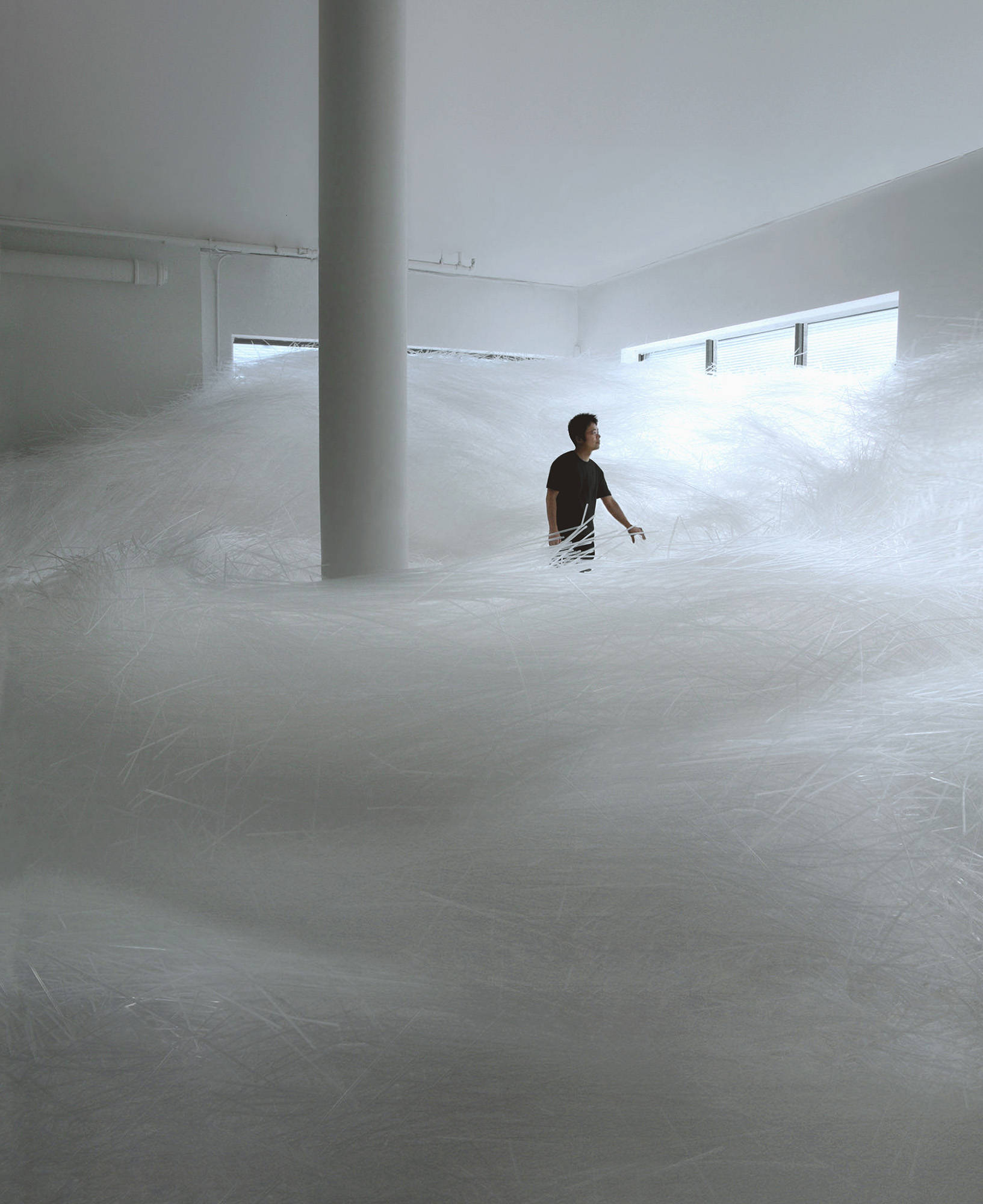
Tornado visade vid Design Miami 2007.

Yoshioka arbetar mycket på temana ljus och natur, vilket kan sägas vara den japanska konceptet för skönhet. Ljuset skapar uttryck som transcenderar formen. Han har varit formgivare för Issey Miyakes företag och andra internationella företag som till exempel Cartier, Swarovski, Louis Vuitton, Hermès, Toyota och Lexus. Yoshioka ställer även ut vid Salone del Mobile Milano (Milanos möbelmarknad) som är världens största mässa i sitt slag, med märkesföretag som Kartell, Moroso, Glas Italia och Driade.
Yoshioka har belönats med många internationella priser av vilka kan nämnas den amerikanska Design Miamis huvudpris Designer of the Year, Elle Deco International Design Awards, även där Designer of the Year, och Milano Design Award.
Bland de möbler som saluförs i Sverige, formgivna av Yoshioka kan nämnas Invisible Table, ett bord som ska vara just det, snudd på osynligt.